# 영국을 단열시켜라 투쟁
2021년 9월 13일에 교통 방해와 관련된 '영국을 단열시켜라'라는 단체에 의한 일련의 시위가 시작되었다. 이 그룹은 영국의 M25 및 기타 고속도로 뿐만 아니라, 런던과 도버 항구의 도로를 차단했다.
시위대는 정부가 2025년까지 영국의 모든 사회적 주거의 단열을 개선하고 2030년까지 모든 주택을 개선된 단열재로 복구할 것을 요구한다. 주택의 단열 개선은 천연 가스 및 오일과 같은 연료 사용을 줄여 내부 온도를 조정함으로써 영국 주택의 에너지 효율성을 개선하고 기후 변화를 완화할 수 있다.
이 단체는 일부에서는 지지를 받았지만 정부 내 개인[공무원]을 포함하여, 다른 사람들로부터 비난을 받았다.
2021년 11월 17일, 9명의 시위자가 도로 봉쇄 시위에 반대하여 내려진 명령을 어긴 것 때문에 구속되었다. 2022년 2월 2일에, 같은 이유로 5명의 집회참가자가 구속되었는데, 11명은 유예된 판결을 받았다.

## 배경
'영국을 단열시켜라'는 세계적 환경 운동 '종말에의 반란'의 여섯 명의 회원들에 의해 만들어진, 환경운동 활동가 집단이다. 그들의 방식은 '종말에의 반란'의 그것과는 약간 다르지만, 그들은 같은 전체적 목표를 공유한다: 기후 변화의 속도를 줄이는 것. 단체는 2021년 7월에 온라인과 대면 행사 둘모두를 주최하는 것을, 또한 직접 행동을 위한 자금을 모금하는 것을 시작했다. 그들은 전력으로서 시민 불복종을 사용한다.
영국 전역에 단열 공사를 요구하는 목표로 만들어져서, 그것의 2021년 9월 투쟁을 위한 두 가지 세부 요구를 단체는 내놓았다. 첫째는 2025년까지 모든 사회적 주거지의 단열 공사를 영국 정부가 재정지원하는 것이고, 둘째는, 2021년 말까지, 정부가 계획을 마련하라는 것인데, 그것은 2030년까지 영국의 모든 집의 단열을 복구하는 것을 재정지원하는 계획이다. '영국을 단열시켜라'는 첫 요구에 대한 국회 청원을 했다. 가디언에 따르면, 단체의 요구는 기후 과학자와 정책 전문가 사이의 합의사항과 같은데 그것은 집 단열--복구될 때를 포함해서--이 환경적 우선순위이고, 소유자에게 돈을 절약시키고 경제에 이익이라는 것이다.

## 투쟁
투쟁은 2021년 9월 13일에 시작되었는데, 그때 5개의 교차로들(3, 6, 14, 20 그리고 31번 교차로)의 도로에 활동가들이 앉았고, 9월 15일, 17일, 20일, 21일 그리고 23일에 이후의 투쟁이 뒤따랐다.
투쟁의 상승 기류에서, 9월 21일에 9번과 10번 교차로 사이에서 양 방향으로 엠25[고속도로]의 주요 차로를 막았다. 10번 교차로부터 고속도로의 양 방향 위로 활동가들이 행진했다. 38명의 활동가들이 범법적 파괴 같은, 다양한 위반으로 연행되었는데, 도로 사용자에 대한 위험을, 고속도로의 의도적인 차단을 유발하면서 그리고 공공에의 위협을 유발하면서 말이다.
9월 24일에, 단체는 도버 항구를 막았다. 많은 활동가들이 연행되었다.
9월 29일에, 활동가들이 3번 교차로 근처에서 다시 엠25를 막았다. 투쟁이 오전 7시 반쯤에 시작되었지만 오전 8시 53분에 경찰이 엠25의 그 구역이 다시 열렸다고 말하는 트윗을 게시했다.
투쟁 동안에, 목표로 정해진 고속도로 출구의 우회로들에 혹은 고속도로의 차가 다니는 차로들에 활동가들이 그들 자신을 정지시켰는데, 그것들을 차량에 접근 불가능하게 만들면서 말이다. 활동가들은 또한 차로의 여러 곳 위에 페인트를 쏟았다.
엠1과 엠4 고속도로에의 차단으로 10월 1일에 더 나아가서의 투쟁들이 일어났다. 39명의 활동가들이 연행되었다.
10월 4일에, 영국을 단열시켜라 활동가들은 에이102 도로 위의, 블랙월 터널을 막았는데 그것은 햄릿 타워의 런던 관할 지역과 런던의 그리니치를 연결한다. 38명의 활동가들이 연행되었다.
단체는 다음과 같이 말하며 10월 14일에 투쟁을 중단했는데, 그것은 보리스 존슨, 영국 총리가, "의미있는 혹은 신의있는 발언"을 할 11일을 가지는데 그러지 않으면 투쟁은 재개될 것이라는 것이었다.
투쟁은 10월 25일에 재개되었는데, 상(Upper)테임즈가, 주교문 그리고 라임하우스 코즈웨이 같은 런던 관할의 도로들을 61명의 활동가들이 막았다.
11월 2일의 아침 출근 시간 동안에, 맨체스터 공항 근처의 엠56과 에이538을 그리고 버밍험의 에이4400을 단체가 막았다.
지금까지의 단체의 마지막 도로 투쟁이 11월 4일에 일어났는데, 그때 국회 광장 주위의 도로들을 62명의 활동가들이 막았다.

## 파장
2022년 2월 7일에 단체는 행동을 취하도록 정부를 압박하는 그들의 목표에 있어 일련의 투쟁들이 실패했다고 "무거운 마음으로" 스스로 선언했다. 비록 "우리의 시민 저항의 선전활동을 지속한다"는 약속에도 불구하고 단체는 이후에 어떠한 괄목할만한 행동들을 취하지 않아왔다.
2021년 11월 이후로 많은 그러한 연행자들은 징역형을 선고받아왔는데; 2021년 11월의 9명 그리고 2022년 2월의 5명을 포함한다.
'영국을 단열시켜라'와 '당장 석유를 멈춰라' 같은 다른 단체에 의한 행동들에 대응해서 영국 정부는 투쟁의 형태로 국가 기반시설을 단체들이 차단하는 가능성을 제한하는 새로운 일련의 조치들을 통과시키는 그것의 목표를 알렸다.

## 대응

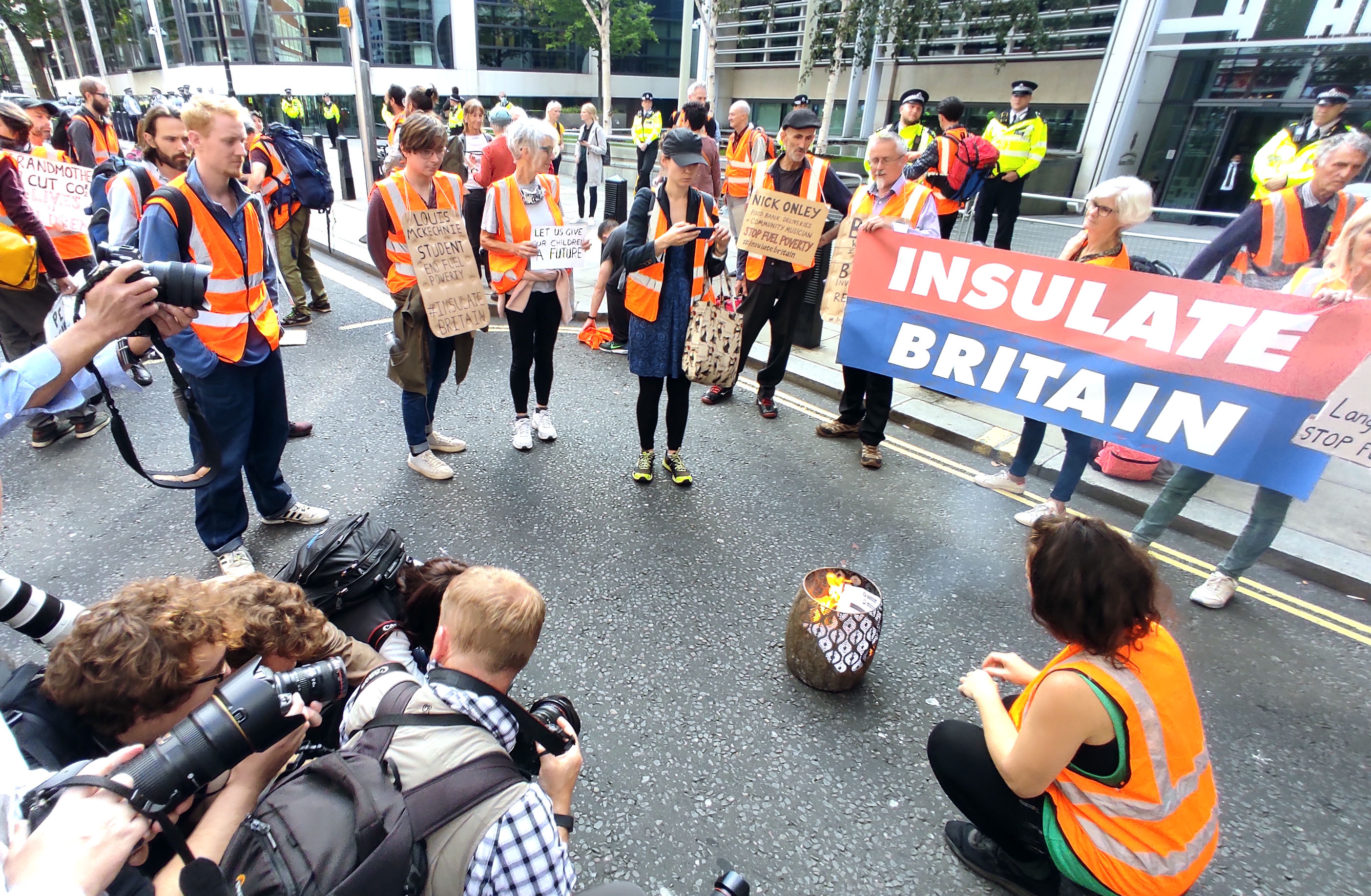
영국 내무부 밖에서 경찰 보도 자료를 영국을 단열시켜라가 태우고 있다 (2021년 9월 22일)

2021년 9월 22일부로 발효되고 2022년 3월 21일까지 지속되는 가처분이 국가 고속도로에 내려졌다. 가처분은 집회참가자들을 다음의 것으로부터 금지했는데 그것은 "엠25 그것의 표면에 혹은 그것 위나 주위의 어떠한 부속물에도 피해를 유발하는 것이었고 페인트 칠하기를, 불로 파괴하기를, 혹은 거기에 어떠한 물건이나 구조물을 붙이기에 의해 파괴하기를 포함하지만 그것에만 제한을 두지는 않았다". 가처분을 어기는 활동가들은 법정모욕죄를 지을 것인데, 그것은 2년 이하의 징역이나 무제한의 벌금으로 이어질 수도 있었다. 하지만, 영국을 단열시켜라 활동가들은 가디언에 다음과 같이 말했는데 그것은 2021 유엔기후변화회의(당사국총회 26) 이후까지 가처분, 기소 그리고 다른 법적 행위들이 정부에 의해 미루어질 것이라고 그들이 믿는다는 것이었다. 대변인이 말했다: "우리가 민주주의 안에서 산다고 우리 정부와 기관들이 거짓말해서, [회의가] 시작할 때 50-100명의 기후 활동가들을 철창에 가지고 있기를 그들이 원하지 않는다는 것을 우리는 알아요". 2021년 11월 17일에, 9명의 활동가들이 징역형을 선고 받았는데: 한 명이 6개월, 6명이 4개월 그리고 한 명이 3개월이었다. 에마 스마트가, 구속된 활동가들 중 한명인 사람이, 선고 이후에 단식 투쟁을 시작했고 그녀의 투쟁의 13일차에 Her Majesty Prison 브론즈필드 교도소의 병원으로 이송되었다.
내무장관 프리티 파텔, 교통장관 그랜트 샵스 그리고 보리스 존슨 총리를 포함한, 영국 정부 내의 관료들은 활동가들의 투쟁들을 비난했다. 녹색당 국회의원 캐롤린 루카스, 상원의원 나탈리 베넷 그리고 제니 존즈에 의해 투쟁들이 지지받았다. 10월 4일에, "적법한 활동가들"이 아닌, 영국을 단열시켜라가 "무책임한 노숙자들(crusties)"이라고 존슨은 말했다. 2021년 보수당 전당대회에서, 고속도로 차단에 대한 강화된 처벌을, 기반시설 차단에 대한 범죄화를 그리고 경찰을 위한 "정지 후 검문"하는 권한을 파텔은 알렸다. 파텔은 그녀의 담화에서 특정하게 영국을 단열시켜라를 언급했다. 가디언은 이 정책을 반대했는데 왜냐하면 그것이 "정치적 활동가들로부터 훨씬 더 많은 권리를 빼앗"을 것이기 때문이다. 인터뷰에서, 찰스 왕자는, 영국 왕위의 계승자는, '멸종에의 반란'과 '영국을 단열시켜라'에 의해 보여지는 절망을 그는 전적으로 이해한다고 말했지만, 그것은 "파괴적이기보다는 더 건설적인 방식으로" 이루어져야 한다고, 왜냐하면 그들의 현재 방식이 "협조적"이지 않고 사람들을 고립시키기만 하기 때문이라고 덧붙였다.
정치학자 오스카 베르글룬드 그리고 그레임 헤이즈는 '대담'에서 투쟁들을 지지했는데, "영국의 탄소배출을 낮추는 필수적 부분"으로 영국을 단열시켜라의 목표에 동의하면서 말이다. "다른 사람들을 불편하게 하는" 투쟁들이 더 가능성있게 변화를 성취한다고 결론을 내린 연구를 그들은 언급했는데, "폭넓은 인기는 그렇게 관련있는 모든 것이 아니다"라고 주장하면서 말이다. 비난에 반대하는 재반박을 하면서, "죄없는 사람들을 아프게 하는" 고속도로 통행과 차단은 일상적 현상이라는 것을, 그리고 "사람들이 단지 그들이 활동가들에 짜증나기 때문에 집을 단열하는 것에 반대할 가능성은 없다"는 것을 글쓴이들은 말했다.
2021년 10월 5일부터 6일까지의 유고브에 의해 행해진 여론 조사는 응답자의 72퍼센트가 활동가들의 행동에 반대하고, 18퍼센트가 행동을 지지하며 10퍼센트가 모른다라는 결과로 나타났다.
1. ↑  “Port of Dover: Arrests made as Insulate Britain blocks port”. 《BBC News》. 2021년 9월 24일. 2021년 9월 24일에 원본 문서에서 보존된 문서. 2021년 9월 25일에 확인함.
2. ↑  “Home Insulation: Environmental Considerations”. 《Insulation Institute》. 2022년 1월 17일에 확인함.
3. 1 2  “Insulate Britain protesters jailed for defying road blockade ban”. 《BBC News》. 2021년 11월 17일. 2021년 11월 17일에 확인함.
4. ↑  “Insulate Britain activists jailed over M25 protest”. 《BBC News》. 2022년 2월 2일. 2022년 2월 2일에 확인함.
5. ↑  Reuters, Thomson. “Who Are Climate Group Insulate Britain and What Do They Want?”. 《Global Citizen》. 2022년 1월 17일에 확인함.
6. 1 2 3 4  “Who are Insulate Britain, the group blocking M25 traffic, and what are they campaigning for?”. 《ITV News》. 2021년 9월 20일. 2021년 9월 20일에 원본 문서에서 보존된 문서. 2021년 9월 20일에 확인함.
7. ↑  Gayle, Damien (2021년 10월 8일). “TfL granted injunction against Insulate Britain protesters after arrests”. 《The Guardian》. 2021년 10월 27일에 확인함.
8. ↑  Cope, Emily (2021년 10월 15일). “Insulate Britain protests: Why the climate change group's methods might work, explained by experts”. 《i》. 2021년 10월 27일에 확인함.
9. ↑  Taylor, Matthew (2021년 9월 24일). “'Low-hanging fruit': Insulate Britain's message makes sense, say experts”. 《The Guardian》. 2021년 9월 25일에 원본 문서에서 보존된 문서. 2021년 9월 25일에 확인함.
10. ↑  “M25 junctions blocked by Insulate Britain campaigners”. 《BBC News》. 2021년 9월 13일. 2021년 9월 18일에 원본 문서에서 보존된 문서. 2021년 9월 18일에 확인함.
11. ↑  “M25 protests: Activists block motorway again”. 《BBC News》. 2021년 9월 16일에 원본 문서에서 보존된 문서. 2021년 9월 25일에 확인함.
12. ↑  “Motorway blockades and green new deal crusaders: the UK's new climate activists”. 《The Guardian》. 2021년 9월 17일. 2021년 9월 21일에 원본 문서에서 보존된 문서. 2021년 9월 25일에 확인함.
13. ↑  “M25 protests: Arrests made as Insulate Britain activists block motorways”. 《BBC News》. 2021년 9월 20일. 2021년 9월 23일에 원본 문서에서 보존된 문서. 2021년 9월 25일에 확인함.
14. ↑  “Insulate Britain: Injunction granted against M25 protesters”. 《BBC News》. 2021년 9월 22일. 2021년 9월 24일에 원본 문서에서 보존된 문서. 2021년 9월 25일에 확인함.
15. ↑  “M25 protests: Protesters 'may cause serious injury or death'”. 《BBC News》. 2021년 9월 21일. 2021년 9월 22일에 원본 문서에서 보존된 문서. 2021년 9월 21일에 확인함.
16. ↑  Francis, Alannah (2021년 9월 21일). “M25 protest: Insulate Britain activists dragged from motorway by police after running into oncoming traffic”. 《i》. 2021년 9월 21일에 원본 문서에서 보존된 문서. 2021년 9월 21일에 확인함.
17. ↑  “Port of Dover: Arrests made as Insulate Britain blocks port”. 《BBC News》. 2021년 9월 24일. 2021년 9월 24일에 원본 문서에서 보존된 문서. 2021년 9월 25일에 확인함.
18. ↑  “M25 protests: Arrests made as Insulate Britain activists block motorways”. 《BBC News》. 2021년 9월 20일. 2021년 9월 20일에 원본 문서에서 보존된 문서. 2021년 9월 20일에 확인함.
19. ↑  “Activists block M25 for seventh time despite threat of fines and prison”. 《The Guardian》. 2021년 9월 29일. 2021년 9월 29일에 원본 문서에서 보존된 문서. 2021년 9월 29일에 확인함.
20. ↑  Osborne, Samuel (2021년 9월 20일). “Climate protesters block access to M25 for fourth time in a week”. 《Sky News》. 2021년 9월 20일에 원본 문서에서 보존된 문서. 2021년 9월 20일에 확인함.
21. ↑  “39 Insulate Britain activists arrested after halting traffic on M1 and M4”. 《TheGuardian.com》. October 2021. 2021년 10월 1일에 원본 문서에서 보존된 문서. 2021년 10월 1일에 확인함.
22. ↑  “Insulate Britain blocks Blackwall Tunnel”. 《BBC News》. 2021년 10월 4일. 2021년 10월 4일에 원본 문서에서 보존된 문서. 2021년 10월 4일에 확인함.
23. ↑  “Insulate Britain suspends road protests for 11 days”. 《BBC News》. 2021년 10월 14일. 2021년 10월 14일에 확인함.
24. ↑  Bancroft, Holly (2021년 10월 14일). “Insulate Britain pausing 'civil resistance' campaign until 25 October”. 《Independent》. 2021년 10월 14일에 확인함.
25. ↑  Reynolds, John (2021년 10월 25일). “Insulate Britain protesters disrupt three London sites”. 《The Times》. 2021년 10월 25일에 확인함.
26. ↑  Keane, Daniel (2021년 10월 25일). “Insulate Britain: Protesters block major roads in east London”. 《Evening Standard》. 2021년 10월 25일에 확인함.
27. ↑  “Insulate Britain targets Canary Wharf in renewed roadblock campaign”. 《The Guardian》. 2021년 10월 25일. 2021년 10월 25일에 확인함.
28. ↑  “Two months of chaos: A timeline of Insulate Britain's disruptive protests”. 《LBC》 (영어). 2022년 7월 3일에 확인함.
29. ↑  Britain, Insulate (2022년 2월 7일). “STATEMENT FROM INSULATE BRITAIN: WE MUST ACKNOWLEDGE WE HAVE FAILED”. 《Insulate Britain》 (영국 영어). 2022년 7월 3일에 확인함.
30. ↑  “Two months of chaos: A timeline of Insulate Britain's disruptive protests”. 《LBC》 (영어). 2022년 7월 3일에 확인함.
31. ↑  “Five Insulate Britain members jailed for defying M25 protest injunctions”. 《the Guardian》 (영어). 2022년 2월 2일. 2022년 7월 3일에 확인함.
32. ↑  “Boris Johnson to force through new anti-protest curbs in Queen’s speech”. 《the Guardian》 (영어). 2022년 5월 9일. 2022년 7월 3일에 확인함.
33. ↑  “Policing Minister statement on Insulate Britain protests - Home Office in the media”. 《homeofficemedia.blog.gov.uk》. 2021년 9월 23일에 원본 문서에서 보존된 문서. 2021년 9월 25일에 확인함.
34. ↑  Syal, Rajeev; Mason, Rowena (2021년 9월 22일). “Climate activists vow to continue M25 blockades despite jail threat”. 《The Guardian》. 2021년 9월 27일에 원본 문서에서 보존된 문서. 2021년 9월 22일에 확인함.
35. ↑  “Injunction granted against protesters blocking M25, amid warning of prison sentence”. 《Sky News》. 2021년 9월 22일. 2021년 9월 22일에 원본 문서에서 보존된 문서. 2021년 9월 22일에 확인함.
36. ↑  “Insulate Britain: Injunction granted against M25 protesters”. 《BBC News》. 2021년 9월 22일. 2021년 9월 27일에 원본 문서에서 보존된 문서. 2021년 9월 22일에 확인함.
37. ↑  Dathan, Matt; Hamilton, Fiona; Ball, Tom (2021년 9월 22일). “M25 Insulate Britain protesters face prison after court grants injunction”. 《The Times》. ISSN 0140-0460. 2021년 9월 21일에 원본 문서에서 보존된 문서. 2021년 9월 22일에 확인함.
38. ↑  Gayle, Damien (2021년 10월 12일). “Insulate Britain says No 10 avoiding having protesters in prison during Cop26”. 《The Guardian》. 2021년 10월 12일에 원본 문서에서 보존된 문서. 2021년 10월 13일에 확인함.
39. ↑  Limb, Lottie (2021년 11월 29일). “Hunger Strike”. 《Euronews》. 2021년 11월 30일에 확인함.
40. ↑  “M25 protests: Priti Patel calls activists 'selfish'”. 《BBC News》. 2021년 9월 17일. 2021년 9월 17일에 원본 문서에서 보존된 문서. 2021년 9월 18일에 확인함.
41. ↑  Holden, Michael (2021년 9월 17일). “UK government condemns climate activists as they block London motorway again”. 《Reuters》. 2021년 9월 18일에 원본 문서에서 보존된 문서. 2021년 9월 22일에 확인함.
42. ↑  Riley-Smith, Ben; Davies, Gareth (2021년 9월 20일). “Insulate Britain: M25 protesters are undermining their cause, says Boris Johnson”. 《The Daily Telegraph》. ISSN 0307-1235. 2021년 9월 20일에 원본 문서에서 보존된 문서. 2021년 9월 20일에 확인함.
43. ↑  Merrick, Rob (2021년 9월 19일). “Caroline Lucas backs climate protests that blocked M25 because of 'existential crisis'”. 《Independent》. 2021년 9월 20일에 원본 문서에서 보존된 문서. 2021년 9월 21일에 확인함.
44. 1 2  Giordano, Chiara (2021년 10월 5일). “Boris Johnson brands Insulate Britain 'irresponsible crusties' for blocking motorways”. 《Independent》. 2021년 10월 5일에 원본 문서에서 보존된 문서. 2021년 10월 5일에 확인함.
45. ↑  Mehta, Amar (2021년 10월 3일). “Insulate Britain: Tougher punishments against motorway protests to be introduced by Priti Patel this week”. 《Sky News》. 2021년 10월 4일에 원본 문서에서 보존된 문서. 2021년 10월 5일에 확인함.
46. ↑  “The Guardian view on Insulate Britain: the art of protest”. 《The Guardian》. 2021년 10월 5일. 2021년 10월 5일에 원본 문서에서 보존된 문서. 2021년 10월 5일에 확인함.
47. ↑  Sly, Eleanor (2021년 10월 11일). “Prince Charles 'totally understands' anger of climate protesters but says blocking roads 'isn't helpful'”. 《Independent》. 2021년 10월 19일에 확인함.
48. ↑  Berglund, Oscar; Hayes, Graeme (2021년 9월 20일). “Insulate Britain: blocking roads will alienate some people – but it's still likely to be effective”. 《The Conversation》. 2021년 9월 23일에 원본 문서에서 보존된 문서. 2021년 9월 25일에 확인함.
49. ↑  Conner, Jemma (2021년 10월 8일). “Three weeks into motorway climate change protests, public opposition has only grown”. 《YouGov》. 2021년 10월 8일에 원본 문서에서 보존된 문서. 2021년 10월 8일에 확인함.